# Fundația Heal the World
Fundația Heal the world a fost o organizație caritabilă fondată de Michael Jackson în 1992. Numele fundației a fost inspirat de către melodia  cu același nume a cântărețului. Jackson a virat fundației o mare parte din veniturile sale rezultate din turul Dangerous (1992-1993), 46 de tone de alimente pentru Sarajevo, a a instituit educația privind abuzul de droguri și abuzul de alcool și a donat milioane de dolari copiilor dezavantajați, a plătit în întregime un transplant unui copil din Ungaria etc. Fundația a funcționat aproximativ 10 ani, până în 2002. O altă organizație, fără legătură cu fundația lui Michael Jackson, a fost încorporată în statul California sub același nume și a solicitat un nou statut de scutire de impozite în 2008. Jackson Estate a luat măsuri legale împotriva acestei organizații pentru încălcarea concurenței neloiale și a încălcării mărcilor comerciale în 2009.

## Misiune
Michael Jackson a fondat organizația de caritate în 1992, numind-o după cântecul său "Heal the World". Scopul organizației de caritate a fost de a oferi medicamente copiilor și de a combate foametea, lipsa de adăpost, exploatarea copiilor și abuzul. Jackson a declarat că dorește "îmbunătățirea condițiilor pentru copiii din întreaga lume".

## Heal the Kids
În februarie 2001, Jackson a lansat Heal the Kids, o inițiativă a HTWF și o parte din încercarea fundației de a spori bunăstarea copiilor. Jackson a lansat inițiativa de caritate, spunând că "Vindecă Copiii îi va ajuta pe adulți și părinții să înțeleagă că este în puterea noastră să schimbăm lumea în care trăiesc copiii noștri".

## Desființare
În 2002, Fundația Heal the World a fost suspendată, după ce nu a depus declarații contabile anuale, necesare pentru organizațiile scutite de taxe. Înregistrările au arătat că fundația a avut active nete de 3.542 $ și a raportat cheltuieli de 2.585 $. Fundația nu avea un director, un președinte sau un alt manager de rang în afară de Jackson, care era înscris ca președinte.